# フェアリィ空軍
フェアリイ空軍（フェアリィくうぐん、Fairy Air Force FAF）は、神林長平のSF小説『戦闘妖精・雪風』シリーズ及び関連作品に登場する架空の軍隊である。

## フェアリイ空軍
フェアリイ戦争初期、国際連合にて地球防衛機構が結成されたが、フェアリイ星が発見されると、通路の管理を如何するかで各国がもめ、戦いの主力だった大国が独占管理することは宇宙天体条約を盾に反対された。それによって地球防衛機構は国連から独立、超国家組織フェアリイ空軍を設立する。なお、強大な軍事力を持つFAFが独立する事を防ぐために、フェアリイ星で食料を自給する事は禁じられており、食料は地球側の食糧管理機構を通じて地球から輸入されている。

### 基地
フェアリイ星側の超空間通路を中心とした半径200キロの同心円状に、童話の妖精の名を冠したシルヴァン、ブラウニィ、トロル、サイレーン、ヴァルキア、フェアリイの六つの大型基地が設置されている。この中でもフェアリイ基地は全軍の中枢部であり、最も規模が大きい。これらの六大基地の地下には巨大な地下空洞が広がっており、その内部には一つの地方都市ほどの規模がある居住エリアが存在している。六大基地の他にも補給基地や戦略拠点として用いられるSAB（Strategical Air Base、戦略基地）や、前線基地であるTAB（Tactical Air Base、前線戦術航空基地）など複数の基地を持つ。TABはTAB-1～TAB-16までの16つが存在している。SABの総数は不明。
また、地球側のFAF及び地球防衛機構の本部はオーストラリアに置かれており、同地にはFAFの訓練施設も存在する。また、この他にも世界各地に出張機関を持つ。

### 組織
FAF全軍に対する意思決定権を有しているのは、フェアリィ基地に存在する統合参謀本部であり、その指揮下に各軍団と監理部が存在する。各軍団と監理部、及びその下部組織は以下の通り。
戦術空軍団
総司令官はシェーナー大将、後にギブリール・ライトゥーム中将。指揮下の部隊に戦術戦闘航空団と戦術開発団がある。後述する特殊戦も、戦術戦闘航空団内の一部隊である。
航空宇宙防衛軍団
防衛戦闘航空団と防衛偵察航空団を指揮下に置く。戦術空軍団とはライバル関係にある模様。また、空中移動基地として2隻のバンシー級原子力空中空母を保有している。
航空支援軍団
補給センター、通信管制団、航空救難団を指揮下に置く。
システム軍団
FAFの各種装備の開発を手掛ける軍団。飛行試験センター、基礎技術センター、技術開発センターを指揮下に置く。基本的には実戦には参加しない。なお、装備の設計は機械知性隊群によって行われている。「グッドラック」では本軍団内に、ジャムによるコピー人間の可能性のある人を集めた「再教育部隊」が編成されている。
気象軍団
気象管理センターと気象観測センターを指揮下に置く。
整備軍団
航空整備団と施設整備団を指揮下に置く。施設整備団は基地の除雪などを担当している。
情報軍団
情報収集団と解析センターを指揮下に置く。対ジャム戦だけではなく、FAF内部や地球相手の諜報活動をも行っている。総司令官はハインリッヒ・リンネベルグ少将だが、実際の指揮権は解析センター司令のアンセル・ロンバート大佐にある。
教育軍団
航空教育団と技術教育団を指揮下に置く。
医療軍団
戦闘心理研究所、航空医療研究所、医療センターを指揮下に置く。特殊戦に赴任してきたエディス・フォス大尉は、戦闘心理研究所に所属している。
監理部
- 経理局
各部隊の会計関係全てを管理する部署。各部隊に会計係を置いている。
- 人事局
各部隊の人事を担当する部署。入隊者の管理もこの部署が行う
- 厚生局
各部隊の衛生/生活管理や福祉、慰安関係の準備を行う部署。医療軍団と密接な関係にある。
- 装備局
建設資材や各部隊の装備などを調達、管理する部署。
- 施設局
基地などの各施設の保全や管理を行う部署。
- 保安局
FAF内での警察や司法を管轄する部署。憲兵隊などを指揮下に置く。
- 広報局
FAF内外への広報を担当する部署。

### 階級制度
惑星フェアリイに暮らすすべての人はフェアリィ空軍所属の軍人である。パイロットや指揮官はもちろんのこと、医官や文官、技官、市街地で商業に従事する者、地球からフェアリイに出向しているサラリーマン、娼婦に至るまで全員に階級が与えられている。また、最下級の階級は少尉であり、「将校のみで編成された軍」という、他国の軍隊から見れば極めて異質な制度が敷かれている。少尉という階級であっても一軍隊の中で最下級であることには変わりないため、およそ将校がすべきではない業務（除雪業務など）についている者も数多く、実質的には一般的な軍隊の下士官・兵卒としての扱いを受けている者も少なくは無い。
しかしながら、逆に階級にそぐわぬ大きな任務にあたる者も多い。一例を挙げれば、特殊戦第5飛行戦隊のジェイムズ・ブッカー少佐は各パイロットの出撃管理や作戦立案などにあたっているが、実質的には大佐クラスが行うべき業務である。また、戦隊の責任者であるリディア・クーリィ准将は、戦隊の性格上、一軍団長クラスの発言力を有する。このように、現場レベルにおいては階級が「上官と部下を区別するための記号」としての意味でしか扱われない場合も多く、ある程度の柔軟性を有すると推測される。

### FAF語
フェアリイ空軍では、地球から離れた環境と正体不明の知性体との戦闘が行われていることからか、英語を基礎に徹底的に無駄を省いた言語が話されている。
この言葉は形容詞も少なく、簡素で高速に情報を伝えることが可能な、合理的であるが非人間的な語感がある。このことから、この特殊な言語をFAF語と称する場合もある。

### 特殊戦
特殊戦とは、『戦術空軍団・フェアリイ基地戦術戦闘航空団 特殊戦第5飛行戦隊』の事を指す。制式の部隊略号はSAF-Vとなっているが、FAF内では基本的にSAFのみで通じる。
高度な中枢制御体を搭載したスーパーシルフが配備されており、通称ブーメラン戦隊の名で知られている。
特殊戦第五飛行戦隊は、戦術航空軍団・フェアリイ基地戦術戦闘航空団に所属する一部隊に過ぎないが、 実際には独立した司令部と指揮系統を持つ軍団レベルの存在である。
あらゆる電子情報の収集を任務とし、その中でも主なものは戦術分析の為の戦闘のモニタリングである。配備されている13機が全て発進することは先ず無く、大抵は一機、多くても二機が他戦隊機の後についていく。特殊戦のパイロットに課せられた至上命令は「必ず生還しろ」であり、たとえ味方の戦隊が全滅しようとそれを援護することなく、味方機が危険な状態であろうと警告を発する程度でそれ以上の支援は一切しない。FAF内でも「最強の機体を持ちながら味方を見殺しにする冷血人間の集団」と忌み嫌われており、実際「他人に一切関心を持たない」という性向の人間ばかりが集められている。

#### 使用機体
詳細は戦闘妖精・雪風#登場兵器を参照。
FFR-31MR シルフィード/スーパーシルフ（Sylphide/Super Sylph）
通常のシルフィードを戦術偵察向けに改良したモデル。原型の格闘型戦闘機シルフィードからベントラルフィンが省略され、より高性能なコンピュータを搭載している。特殊戦の主力機体。
FFR-31MR/D シルフィード/スーパーシルフ
スーパーシルフを戦略偵察向けに改良を施したモデル。通常はラムジェットブースタを装備しているが特殊戦に配備されているD型には装備されていない。
FRX-99 レイフ（RAFE）
無人戦術偵察機。開発目的は乗員を前線の脅威から退けるためではない。卵のように脆弱な人間のことを考慮せず、高機動を発揮させることを目論んだものである。
FFR-41MR メイヴ（MAVE）
FRX-99を有人機に改造したモデル。開発ナンバはFRX-00。機体の無人化により戦術がパターン化してジャムに付け込まれる事を恐れた特殊戦出撃管理士官ブッカー少佐の要請により製作された。現在FAF内に「雪風」一機のみしか存在しない。

## フェアリイ戦争
フェアリイ戦争とは、突如南極に出現した超空間通路を通じ、謎の異星体ジャムがファーストコンタクトと共に地球へと侵略をはじめたことにより勃発した戦争。
フェアリイ戦争初期、人類は地球防衛機構を結成する。この侵略に対抗するため、地球防衛軍の偵察部隊が<通路>を潜り抜け、その先で未知の惑星を発見することとなる。人類はその惑星をフェアリイと名づけ、フェアリイ側の通路を中心に六つの基地を建設、フェアリイ空軍を設置した。フェアリイ戦争は開戦から既に30年が経過している。

### フェアリイ星
現在フェアリイ戦争が行われている惑星「フェアリイ」についてはその位置、生態系、地理など未だに詳しいことは分かっていない。フェアリイ星の太陽は近接連星であり、その一方から吹き出したガスが高空では赤い帯となって目視でき、ブラッディロードと呼ばれる。連星はその形成過程で惑星系の材料をすべて取り込むか蹴散らしてしまうため、フェアリイ星は自然の惑星ではないと考えられている。また、その周囲は強力な磁場と放射能帯に包まれている。フェアリイ星側の通路の周囲には六大基地が設置されている。密林や砂漠、山脈などが確認されており、とりわけ密林は様々な木々が折り重なり、非常に分厚い層のようになっているため、開拓は困難を極める。フェアリイ星に空軍しか置かなかったのはそれが一因であるとも言われる。また、ここには「原住恐竜」と呼ばれる恐竜のような生物が生息していて、撃墜された機体の乗員が被害に遭うこともある。原住恐竜の他にも、密林の上層部を歩く動物などが存在しているという。

#### 超空間通路
超空間通路は、地球南極点から1000km、西経約170度、ロス氷棚の一点に存在する。最大直径は約3km、高さは10kmを超え、紡錘形をした巨大な霧の柱である。これにより地球とフェアリイ星は繋がれている。航空機で突入することで通過することができるが、自動車や徒歩などでも通過できるのかについては触れられていない。一般には<通路>と呼ばれているが、詳細は不明であり超光速航法の一種ともその中にフェアリイ星があるとも言われている。

#### ジャム
ジャムとは、超空間通路を通じ地球へと侵略してきた謎の異星体である。小説では、ジャムの機体にはまるで空間を切り取ったかのような黒のカモフラージュがされており、その黒さは立体感や距離感が得られないほどである。カモフラージュの中は銀色。OVAでは銀色の機体に目まぐるしく変化する縞模様が浮かび上がり、さらに常に振動(?)しているため、パイロットの目にかなりの負担をかける。
ジャムについては殆どわかっておらず、姿も現さないため、機体そのものがジャムではないか、フェアリイ星自体がジャムではないかなどとも言われている。ジャムを目撃したと証言する者によると黒い細かな金属片の塊のような形をしているとのことであるが、それがジャム本体であるという証拠は何もない。
ジャムは人間側が新しい兵器や機体を開発しても通常では考えられない短期間で対抗手段を打ち出しており、こちら側の技術レベルに合わせて手加減をしているのではないかとも思われている。またジャムに空戦兵器しか見られないのも同様の理由と考えられており、そのためFAFは陸戦兵力の投入に慎重になっている。
現在ではジャムは「人間」を認識しておらず（知覚出来ておらず）、実際に戦うFAFの戦闘機やコンピュータ群だけを知覚していると推定されている。これはジャムという存在が物理的・時限的性質上、人間を知覚できる領域に存在しないためとする説が有力である。ジャムと結託しクーデターを起こした情報軍大佐アンセル・ロンバートも、ジャムが人間を捕捉するために人間的な身体を有するジャム人間、“ジャミーズ”を作ったのであるという見解を示している。